# Сульфіни
Сульфіни (англ. sulfines) — S-Оксиди тіоальдегідів і тіокетонів. Пр., тіобензальдегід S-оксид PhCH(=S=O). В англійській термінології термін не рекомендований, оскільки -ine резервується для амінів, імінів тощо